# アリ・サストロアミジョヨ
アリ・サストロアミジョヨ（Ali Sastroamidjojo、1903年5月21日 - 1976年3月13日）は、インドネシアの外交官、政治家。
インドネシア首相、インドネシア国民党党首、国連大使、駐アメリカ大使、駐カナダ大使、駐メキシコ大使を歴任し、アジア・アフリカ会議では議長を務めた。

## 生涯

### オランダ領東インド時代

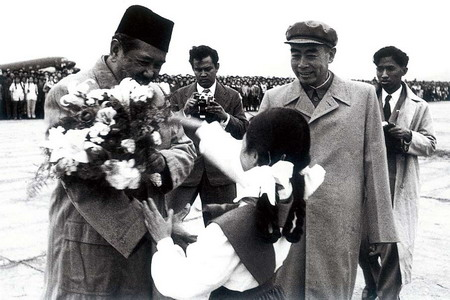
北京空港で周恩来の出迎えを受けるサストロアミジョヨ（1955年）

1903年に中部ジャワ州グラバグの名門貴族の家に生まれる。幼少期は農民の友人たちと同地で過ごしたが、サストロアミジョヨの両親は、彼を都市部の学校に通わせてヨーロッパ式の教育を受けさせた。サストロアミジョヨはヨーロッパ式の教育を受けるかたわらでジャワの教育も学んだが、両親はヨーロッパ式の教育に専念することを望んだ。
サストロアミジョヨはクイーン・ウィルヘルミナ学校を卒業してライデン大学に進学して法学を学び、法学博士号を取得している。在学中は民族主義青年団体ジョン・ジャワ、東インド協会のメンバーとして活動したため、モハマッド・ハッタらと共に1927年に逮捕されている。帰国後は、ジョクジャカルタやスラバヤで弁護士活動を行いつつ、インドネシア国民党に入党して活動した。

### インドネシア共和国時代

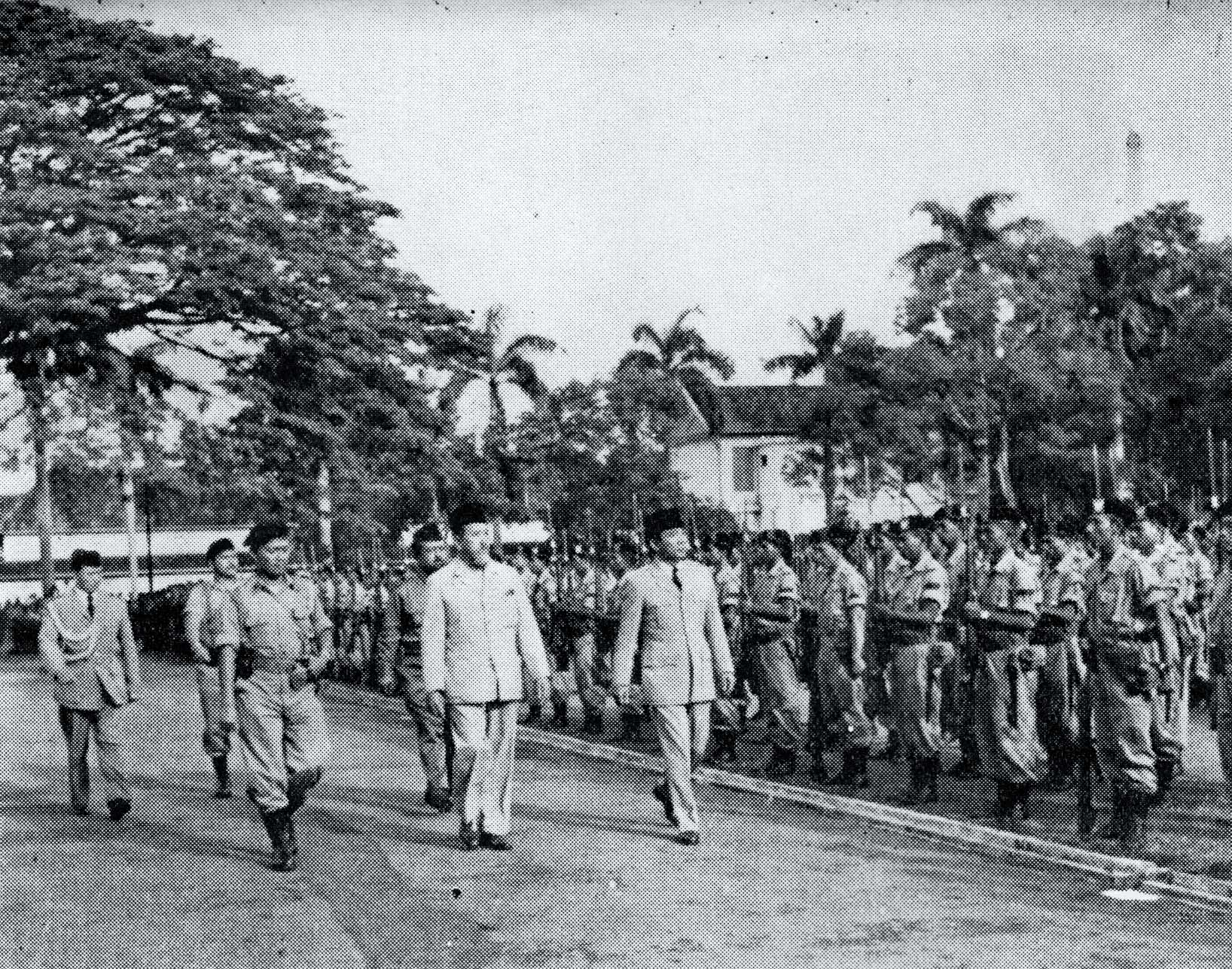
インドネシア国軍を閲兵するサストロアミジョヨ（1957年）

第二次世界大戦が終結してオランダから独立した後、サストロアミジョヨはスカルノの大統領内閣で情報通信副大臣、アミル・サラフディン内閣と第1次ハッタ内閣で教育文化大臣を務めた。また、ハーグ円卓会議ではインドネシア代表団の副代表を務め交渉に参加した。
その後は駐アメリカ大使、駐カナダ大使、駐メキシコ大使を歴任し、1951年12月19日には33万5,000ドルでワシントンD.C.に駐米インドネシア大使館を購入している。1953年と1957年の二度にわたり首相に就任し、第1次内閣ではインドネシア・中国二重国籍協定の締結に尽力した。第2次内閣退陣後の1957年から1960年にかけて国連大使を務め、退任後は1966年までインドネシア国民党党首を務めた。1976年にジャカルタで死去した。

## 著作
サストロアミジョヨは政治家の他に作家としても活動し、国際関係と外交政策に関する著作を執筆している。著作として『国際法入門』（1971年）、『インドネシアの外交政策』（1972年）、『サストロアミジョヨの自伝』（1974年）、『オランダの4人のインドネシア学生』（1975年）が出版されている。